# ماركينيوس (لاعب كرة قدم برازيلي)
ماركينيوس (بالبرتغالية: Marco da Silva Ignácio‏) هو لاعب كرة قدم برازيلي في مركز الوسط، ولد في 15 يونيو 1989 في Vassouras ‏ في البرازيل. لعب مع باوليستا وغراميو اساسكو اوداكس اسبورت كلوب ونادي اتلتيكو سوروكابا ونادي سانتوس ونادي فيلا نوفا.

## وصلات خارجية
- ماركينيوس (لاعب كرة قدم برازيلي) على موقع Soccerway.com (الإنجليزية)